# John Hoole
Pour les articles homonymes, voir Hoole.
John Hoole (1727 – 1803) est un érudit traducteur anglais.
Il a travaillé pour la Compagnie britannique des Indes orientales et a traduit plusieurs ouvrages depuis l'italien, dont La Jérusalem délivrée du Tasse et Orlando furioso de L'Arioste.

## Biographie

### Jeunesse et formation
John Hoole naît dans les Moorfields de Londres en décembre 1727. Son père, Samuel Hoole (né en 1692), est un horloger, et sa mère, Sarah Drury (c. 1700 - c. 1793), la fille d'un horloger de Clerkenwell,,.
Il apprend le latin, le français et un peu le grec ancien dans une école privée à Hoddesdon, Hertfordshire, tenue par James Bennet, qui a édité des ouvrages de Roger Ascham,,.
Il fréquente régulièrement le Covent Garden Theatre, dont son père est le machiniste ; mais, suivant la volonté de son père, il réprime son ambition de devenir acteur. Il joue néanmoins une fois le rôle du fantôme dans Hamlet. Il étudie pour son loisir l'italien afin de lire L'Arioste, après avoir été fasciné, quand il était enfant (probablement chez Bennet), par la traduction de John Harington.

### Carrière à la Compagnie des Indes orientales et comme traducteur
Il gagne un peu d'argent en travaillant comme commis et en traduisant des documents relatifs aux opérations françaises en Inde pendant la guerre de Sept Ans (1756-1763). Sa myopie le disqualifie pour le commerce de son père, mais une place a été obtenue pour lui dans le bureau de l'accompagnateur dans la Compagnie britannique des Indes orientales, à l'âge de dix-sept ans. Dans le cadre de son poste, il écrit Present State of the English East India Company's Affairs (« État actuel des affaires de la Compagnie britannique des Indes orientales », 1772),. John Hoole travaille à India House de 1744 à 1783, où il devient le contrôleur principal. Il devient plus indépendant, et écrit sa tragédie Cyrus. Il l'écrit dans un endroit un peu plus éloigné du centre-ville, à Wandsworth, où il demeure quelques années, se rendant au bureau d'India House par voir fluviale. A State of East Indian Affairs, élaboré sous sa direction, est publié en 1772.
En parallèle, il traduit Le Tasse (La Jérusalem délivrée, commencée en 1758 et publiée en 1763) et L'Arioste (Orlando furioso, en 5 volumes, 1773-1783), ainsi que d'autres œuvres depuis l'italien. Il est également l'auteur de trois pièces dramatiques : Cyrus (1768), Timanthes (1770) et Cleonice, princess of Bithynia (1775). L'écrivain romantique Robert Southey a révélé que La Jérusalem délivrée de Hoole était « le premier livre qu'il ait jamais possédé » en dehors de livres d'enfants. 
Cependant, si Walter Scott a dit beaucoup de bien de John Hoole comme personne, il a critiqué ses talents de traducteur, disant de lui qu'il était un « noble transformateur d'or en plomb ».
Il est l'un des invités du fameux dîner qui a lieu chez Josiah Boydell en novembre 1786 et qui mène au lancement du projet de la Boydell Shakespeare Gallery. Parmi les invités, Benjamin West, peintre de cour du roi George III ; les peintres George Romney et Paul Sandby ; George Nicol, libraire du roi et peintre ; William Hayley, poète ; Daniel Braithwaite, mécène et collectionneur d'art ; et l'éditeur John Boydell, qui prendra en charge cette entreprise. Ce projet éditorial inclut également l'établissement d'une galerie et des bases pour la fondation d'une école britannique de peinture d'histoire,,,.

### Relation avec Samuel Johnson

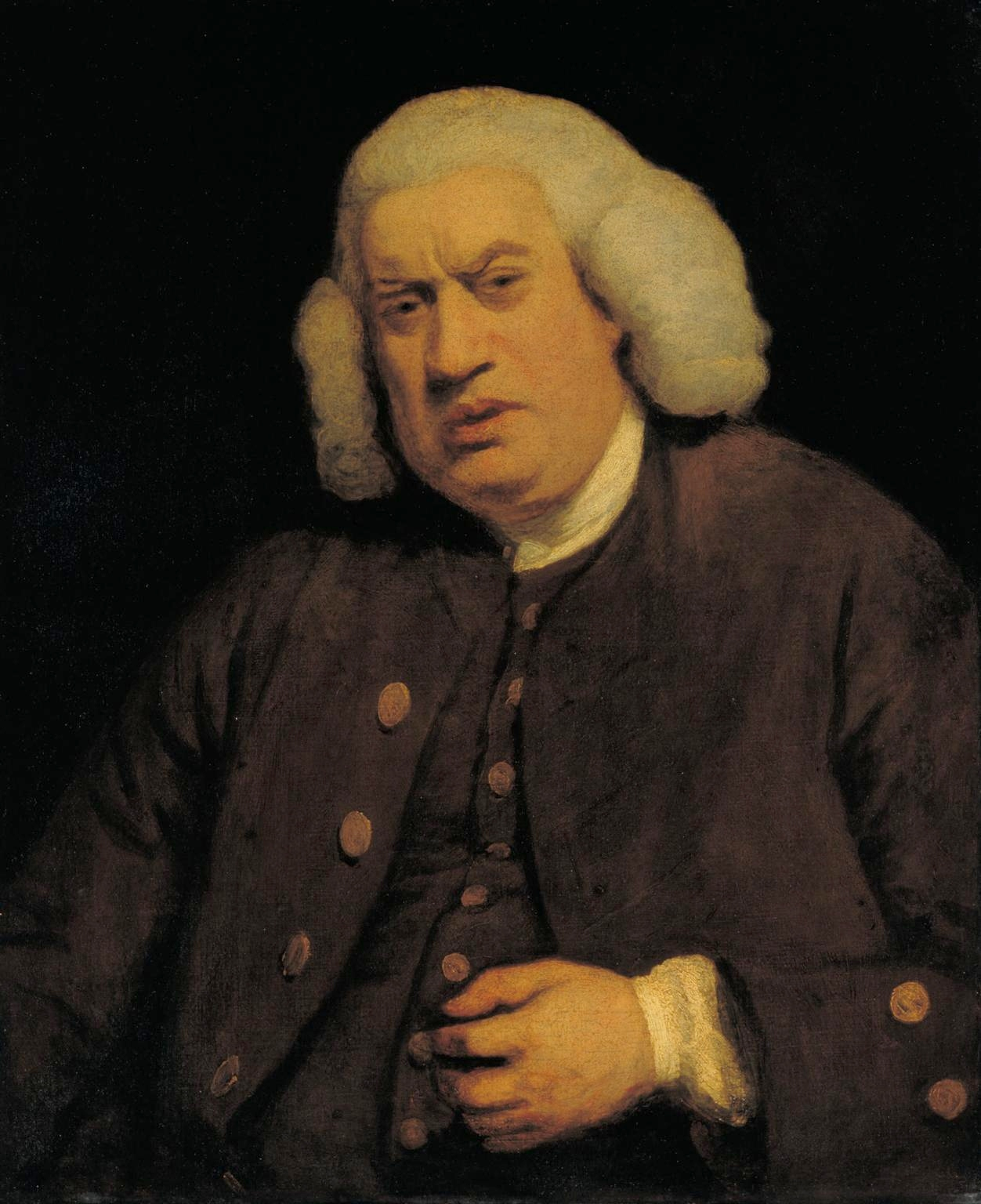
Samuel Johnson par Joshua Reynolds (1772).

Les écrits de Hoole lui font néanmoins connaître plusieurs auteurs contemporains importants et, en 1761, il est présenté par l'écrivain et éditeur John Hawkesworth à Samuel Johnson. En 1763, Hoole obtient la permission de dédicacer son Jerusalem Delivered à la reine d'Angleterre ; c'est Johnson qui compose la dédicace pour lui ; en 1774, il corrige la tragédie de Hoole, Cleonice ; et en 1781, il demande à Warren Hastings de parrainer L'Ariosto de Hoole. James Boswell rend compte de plusieurs réunions chez Hoole, qui a créé un club de ville pour Johnson vers 1781 et est membre du Essex Head Club en 1784. Hoole accompagne Johnson pendant sa dernière maladie et tient un journal de ses visites, qui sera publié dans le European Magazine (en) (1799), puis réimprimé dans Life of Samuel Johnson (en) de John Wilson Croker. Hoole et son fils sont parmi les amis à qui Johnson a laissé des livres dans son dernier testament.
Le négociant et philanthrope David Barclay of Youngsbury (en) s'est tourné vers Hoole pour écrire la biographie de son ami l'architecte-paysagiste et écrivain John Scott of Amwell (en) — que Hoole connaissait déjà au travers de son épouse — lorsque Johnson, son premier choix, est mort avant de pouvoir entreprendre le travail,.

### Vie privée et fin de vie
Hoole se marie en 1757 avec Susannah Smith (c. 1730 - 1808), une Quaker de Bishop's Stortford. Ils ont un fils, Samuel Hoole, qui sera révérend, poète et écrivain religieux d'une certaine distinction.
À la mort d'Oldmixon, son chef, il devient l'auditeur principal de la India House, avant de démissionner de son poste vers la fin de 1785. En avril 1786, il se retire avec son épouse et son fils, le révérend Samuel Hoole, au presbytère d'Abinger, dans le Surrey. Il s'installe ensuite à Tenterden, dans le Kent, avec sa mère âgée et ses deux sœurs.
John Holle meurt lors d'une visite à Dorking le 2 août 1803.

## Œuvre
Listes établies à partir du Dictionary of National Biography (1891).

### Traductions
- Tasso's Jerusalem delivered … from the Italian of Tasso (du Tasse, 2 vols. 8vo, 1763) ; autres éditions en 1767, 1783, 1787, 1792, 1797, 1803[b 3], 1807, 1809, 1816, 1818 et 1819.
- The Works of Metastasio (six pièces de Pietro Metastasio, 2 vols., 1767)[b 4] ; publié à nouveau avec d'autres pièces supplémentaires en 3 volumes, en 1800.
- Orlando Furioso (de L'Arioste, 1773, 1 vol.) ; puis en 5 volumes en 1783 ; autres éditions en 1785, 1791, 1807, 1816[b 5], 1818, 1819.
- Rinaldo: a Poem (du Tasse, 1792)[b 6].

### Poésie
- Monody on Death of Mrs. Woffington (1760), une monodie[3].
- Divers poèmes pour la collection Pearch[3].

### Essais
- The Orlando of Ariosto, reduced to twenty-four books (1791)[b 7].
- Life of John Scott of Amwell (1785, pour l'édition posthume de Critical essays on several English poets de John Scott of Amwell (en)).

### Pièces dramatiques
Il a par ailleurs écrit trois pièces, toutes jouées à Covent Garden :
- Cyrus (inspirée du Ciro riconosciuto (1736) de Pietro Metastasio). Jouée pour la première fois le 3 décembre 1768. 3e édition en 1772.
- Timanthes (inspirée du Demofoonte (1733) de Pietro Metastasio). Jouée pour la première fois le 24 février 1770. 3e édition en 1771[b 8].
- Cleonice, princess of Bithynia (inspirée d'Aphra Behn). Jouée pour la première fois le 2 mars 1775[b 1].

Selon Stephen, Cyrus et Timanthes ont eu du succès, au contraire de Cleonice. Selon Gorton, les trois ont été un échec.
Les trois pièces sont incluses dans le British Theatre (1791) de John Bell (en) : Cleonice et Cyrus dans le vol. XXIV et Timanthes dans le vol. XXXIV.